# Association de la femme nouvelle

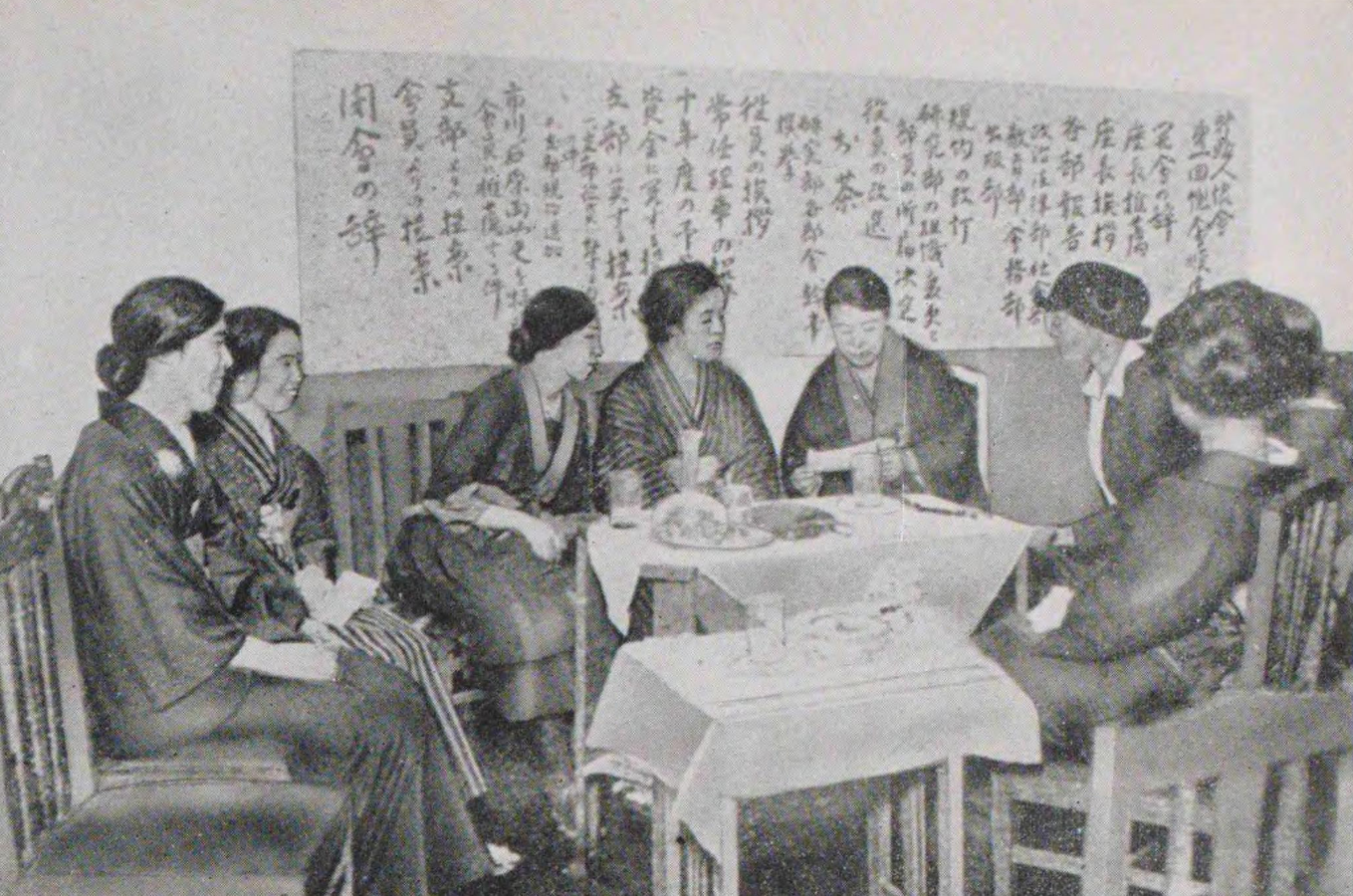
Photographie de la première assemblée générale de l'Association de la Femme nouvelle vers 1921 (en partant de la gauche: Raichō Hiratsuka est la troisième personne, Oku Mumeo la quatrième, et Fusae Ichikawa la sixième)

L'Association de la Femme nouvelle (新婦人協会, Shin-fujin kyо̄kai) est une organisation féministe japonaise fondée en 1919 et dissoute en 1922. Elle est composée de membres comme Raichō Hiratsuka, Fusae Ichikawa, et Oku Mumeo alors que l'article 5 du Règlement de sécurité de la police de 1900 interdit encore aux femmes de participer à des groupes politiques. L'association est active dans les domaines de l'éducation, du monde du travail, et sur le droit de vote.